# Limberg-Lappen
Der Limberg-Lappen, auch Rhomboid-Lappen, ist ein Hautlappen, welcher zur Deckung eines rautenförmigen Defektes benutzt wird. Er gehört zu der Gruppe der Transpositionslappen. Er wurde von Limberg im Jahre 1966 entwickelt.

## Blutversorgung
Zufallsverteilte Lappendurchblutung (Random Pattern Flaps)

## Vorgehen
Die Hautschnitte sollten entlang der Hautspannungslinien gesetzt werden, da hier die geringste Spannung auf die Narben entsteht und eine Heilung ungestört ist. Nun wird ein rhomboidförmiger Defekt geschaffen, wobei der ursprüngliche Defekt sich zentriert im Rhomboid befindet. Der Rhomboid sollte vier gleich lange Seiten haben, zwei Winkel mit 60° und zwei Winkel mit 120°. Anschließend wird an der Längsseite des rhomboidförmigen Defektes ein dreieckiger Lappen inzidiert, wobei der innere Schnitt einen Winkel von 120 % haben sollte und der äußere Schnitt 60 %, sowie parallel zum Wundrand verlaufen. Der Lappen wird mobilisiert und in den Defekt hineingeschwenkt.

## Indikation
Kleine Tumore, vor allem Basaliome in der Stirn- und Temporalregion.